# Banjo-Lasse
Nils David Larsson, känd som Banjo-Lasse, född 8 oktober 1902 i Gamlestaden, Göteborg, död 6 juni 1990 i Järfälla församling, Stockholms län, var en svensk kompositör och gitarrist.

## Biografi
Nils Larsson fick namnet  Banjo-Lasse när han i den svenska jazzens barndom importerade en banjo från USA, men hävdade själv att han aldrig spelat banjo. Han var självlärd som musiker, flyttade till Stockholm på 1920-talet och gav sin första konsert 1933. 
Han tillhörde den första svenska jazzgenerationen, och spelade in skivor på 1930-talet med bland annat Nisse Lind på Sonora. Han blev även en pionjär för klassiskt gitarrspel i Sverige och var mycket aktiv som studiomusiker.
På 1920-, 1930- och 1940-talet var han verksam i dans- och teaterorkestrar i Göteborg och Stockholm, bland annat hos Ernst Rolf. Han introducerade den första mikrofonförsedda elgitarren i Sverige 1938.
Banjo-Lasse är begravd på Järfälla kyrkogård.

## Priser och utmärkelser
- 1972 – Medaljen för tonkonstens främjande
- 1984 – Fred Winters stipendium [3]

## Filmografi i urval
- 1929 – Ville Andesons äventyr
- 1932 – Landskamp
- 1933 – Giftasvuxna döttrar
- 1933 – Kära släkten
- 1933 – Lördagskvällar
- 1935 – Smålänningar
- 1935 – Ungdom av idag
- 1936 – Fröken blir piga
- 1938 – Styrman Karlssons flammor
- 1946 – Det är min modell
- 1947 – Sången om Stockholm